# フロウズン
フロウズン（frozen）は日本のロックバンドである。2001年結成。
2007年、セルフレーベル「Loop Shoot」設立。

## メンバー
- 富田雅奥（とみたまさおく、3月8日 - ）ボーカル＆ギター東京都赤羽出身
- 高畠俊（たかばたけしゅん、3月3日 - ）ベース＆ボーカル神奈川県横浜市出身

### 元メンバー
- 佐藤章人（さとうあきと、6月7日 - ）ドラム。2001年9月脱退
- アルちゃん（あるちゃん、11月16日 - ）ドラム。本名は「榊原昌毅｣。2004年6月脱退
- 勝見貴守（かつみたかのり、9月4日 - ）ドラム。兵庫県宝塚市出身、2004年8月加入、2006年2月3日脱退
- 小沢"KENT" 聡志（おざわケントさとし、1月29日 - ）ギター。静岡県函南町出身、2007年7月25日現役引退

## サポートメンバー
- DUCCI（だっち、5月15日 - ）ドラム 元KUMACHI 2006年2月～
- 塩谷直人（しおやなおと）ドラム 元honey honey 2004年6月～8月
- 小池孝志（こいけたかし）ドラム
- しんいちろう ギター
- 荒幡亮平 キーボード
- 杉本バッハ キーボード

## ディスコグラフィー

### 自主制作
1. frozen（2001年7月20日発売）
  1. 黄色い魚
  2. 彷
  3. 叢雲
2. あいのうた（2002年8月9日発売）
  1. あいのうた
  2. 平凡パンチ（映画「地獄プロレス」挿入歌）
  3. 環七エレジー
  4. あげくの果て

### シングル
1. あいのうた（2003年7月23日発売）佐久間正英プロデュース
  1. あいのうた
  2. サクラ咲くまで
  3. 卵
  4. あいのうた（カラオケ）
2. ひとつ（2005年8月17日発売）
  1. ひとつ（テレビ朝日「セレクションX」エンディングテーマ曲、山形国際ムービーフェスティバル・2005年テーマソング）
  2. それからどんどこしょ
  3. 多年草~922型~
3. 続・あいのうた（2008年2月6日発売）Loop Shoot
  1. 続・あいのうた
  2. ghost
  3. 猿が吠えている
4. 心の中の花束（2008年9月4日発売）Loop Shoot
  1. 心の中の花束
  2. カレン
  3. 未来

### ミニアルバム
1. 顔（2004年2月25日発売）Consipio Records 
  1. 多年草
  2. あいのうた
  3. ウェンディ
  4. 神話
  5. 365
  6. あくまで天使
  7. 生きる。

### アルバム
1. シルバー（2007年2月21日発売）BBMC
  1. ぬける
  2. 逃走（読売テレビ「スタぴか!」エンディングテーマ）
  3. フライパンで立ち向かえ！
  4. 望遠鏡
  5. 電人M
  6. 天国の青、あじさいの海
  7. ブレーカー
  8. 魅惑のチキルージュ
  9. ひとつ
  10. 刺激
  11. 苦い果実
2. まる（2009年9月4日発売）Loop shoot
  1. 流れ星2
  2. モグライアン
  3. monster
  4. 手の鳴るほうへ
  5. ghost
  6. 続･あいのうた
  7. 1DK
  8. 海のタイム
  9. カレン
  10. 猿が吠えている
  11. 心の中の花束
  12. 雪のタイム
3. GRAND MENU（2013年11月10日発売）Loop shoot 佐久間正英プロデュース

### 参加作品
1. 青田屋2号（2004年8月11日発売）
生きる。
2. 青田屋3号（2004年8月11日発売）
面影橋
3. Red Groove TV ll（2005年5月3日発売）
1DK
4. Red Groove TV 3（2009年5月4日発売）
モグライアン